# Suore orsoline dell'Immacolata Concezione
Le Suore Orsoline dell'Immacolata Concezione, dette di Louisville (in inglese Ursuline Nuns of the Immaculate Conception), sono un istituto religioso femminile di diritto pontificio: le suore di questa congregazione pospongono al loro nome la sigla O.S.U.

## Storia
La congregazione sorse a Louisville, nel Kentucky, il 31 ottobre 1858 per l'istruzione dei figli degli emigrati tedeschi; fu fondata da una comunità di orsoline guidate da Salesia Reitmeier e provenienti dal monastero bavarese di Straubing.
L'istituto fu aggregato all'Ordine dei Frati Minori Conventuali l'8 dicembre 1946.

## Attività e diffusione
Le orsoline si dedicano principalmente all'istruzione e all'educazione cristiana della gioventù.
Oltre che negli Stati Uniti d'America, sono presenti in Perù; la sede generalizia è a Louisville, in Kentucky.
Alla fine del 2008 la congregazione contava 124 religiose in 16 case.